# کاتوشا نیان
کاتوشا نیان ‏(به فرانسوی: Katoucha Niane)‏ (۲۳ اکتبر ۱۹۶۰ در کوناکری، گینه – ۲ فوریه ۲۰۰۸ در پاریس، فرانسه) مدل فرانسوی بود. او با نام کوچکش کاتوشا کار می‌کرد و می‌نوشت. او دختر جبرئیل نیان یک نویسنده و تاریخ‌نگار بود.
کاتوشا پس از کار با ایو سن لوران، طراح لباس برجسته فرانسوی به شهرت رسید.